# Il limbo delle fantasticazioni
Il limbo delle fantasticazioni è un saggio di estetica in forma comico-narrativa di Ermanno Cavazzoni. Infatti, secondo le note di copertina, sarebbe un serio trattato di filosofia se non fosse un trattato comico, e un modo inusuale di narrativa.

## Giudizi critici
Il libro ha avuto generalmente recensioni positive; secondo Paolo Mauri si tratta di un libello divertente e impudente; secondo Angelo Guglielmi, Cavazzoni definisce con perentoria precisione e lucidità non comune la condizione di uno scrittore oggi.
Al libro è stata dedicata una puntata di Fahrenheit su Raitre.